# Львівська митрополія УГКЦ
Львівська митрополія УГКЦ — адміністративно-територіальна одиниця Української греко-католицької церкви з центром у Львові, проголошена 29 листопада 2011 року. До складу митрополії увійшли Львівська архієпархія, Стрийська, Самбірсько-Дрогобицька та Сокальсько-Жовківська єпархії.
Митрополію очолив Ігор Возьняк, архієпископ і митрополит Львівський.
Собор Святого Юра у Львові оголошено Архикафедральним собором Львівської митрополії.

## Джерело
- Створено Львівську митрополію УГКЦ. УНІАН Релігії, 29.11.2011 [Архівовано 20 січня 2012 у Wayback Machine.]